# Готово је с Едијем Белгелом
Готово је с Едијем Белгелом је аутобиографски роман француског писца Едуара Луја, изашао 2014. године из штампе. На српском језику је овај роман издала издавачка кућа Лагуна 2018. године. 

## Радња
Еди је одрастао у сиромашном радничком насељу на северу Француске, желећи да буде прихваћен као прави мушкарац од стране своје породице и суседа. Међутим, његово тело се понашало другачије од његових вршњака: имао је пискав глас, врцкао је куковима и претерано гестикулирао, што га је одавало још од детињства. Због тога су га вршњаци тукли, злостављали и називали погрдним именима. Еди на крају постаје свестан своје сексуалне привлачности према мушкарцима и свог гађења према хетеросексуалним везама, али покушава да се уклопи у норму. Суочен са својим неуспехом, он одлучује да побегне и на крају напушта пут који му је зацртан да би се придружио средњој школи у Амјену где открива другу друштвену класу.

## Наставци
Године 2016. је издао свој други аутобиографски роман Историја насиља. Причајући причу о силовању и покушају убиства на Бадње вече 2012, аутобиографски роман се усредсређује на цикличну и само-понављајућу природу насиља у друштву.
Године 2017, пишући чланак за Њујорк Тајмс, Луј је изјавио да је пораст популарности националистичких и десничарских политичара међу радничком класом и сиромашним бирачима у Француској резултат промене приоритета на левој страни.
У мају 2018. Луј је издао свој трећи роман, такође аутобиографски, Ко је убио мог оца, у којем он шири ову тему. Он истражује погоршање здравља његовог оца, који је тешко повређен у индустријској несрећи и додатну телесну штету коју претрпи као резултат политичких одлука које су смањиле његову финансијску подршку и натерале га да се врати на посао.